# بحبك وأنا كمان (فلم)
بحبك وأنا كمان فيلم مصري من إنتاج عام 2003، قصة رضا زايد وسيناريو وحوار أيمن بهجت قمر وإخراج محمد النجار، بطولة مصطفى قمر، سمية الخشاب.
تاريخ عرض الفيلم يوافق ثاني أيام عيد الفطر في مصر 1424 هـ.

## قصة الفيلم
تدور أحداث الفيلم حول الشاب نور حمدي الذي تتولى خالته رعايته وتربيته عقب وفاة والديه وتحاول معاملته معاملة حسنة وتتمكن من مساعدته في الوصول إلى عالم الفن حيث يحقق رغبته في احتراف الغناء وإذا بالأيام تجمعه بالنجمة المشهورة فريدة فتحي فتشتعل بينهما الغيرة والمنافسة عقب أن يقرر المنتج جمعها سويا بعمل فني واحد إلا أن تلك الغيرة تتحول إلى نيران غيرة الحب وفي نفس الوقت يتعرض نور لمطاردة أحد المعجبين المهووسين به والذي يتورط في قتل المطرب المنافس لنور محاولا مطاردة الممثلة فريدة هي الأخرى وقتلها فيحاول نور انقاذها.

## بطولة
- مصطفى قمر
- سمية الخشاب
- محمد لطفي
- فتحي عبد الوهاب
- لطفي لبيب
- خيرية أحمد
- عمرو مصطفى
- إيناس النجار
- رامي وحيد
- ريمونا
- يحيى الموجي
- خالد الغندور
- هشام حنفي
- تامر بجاتو
- أحمد السيد
- تيام قمر

## روابط خارجية
- مقالات تستعمل روابط فنية بلا صلة مع ويكي بيانات